# Frederick Smyth

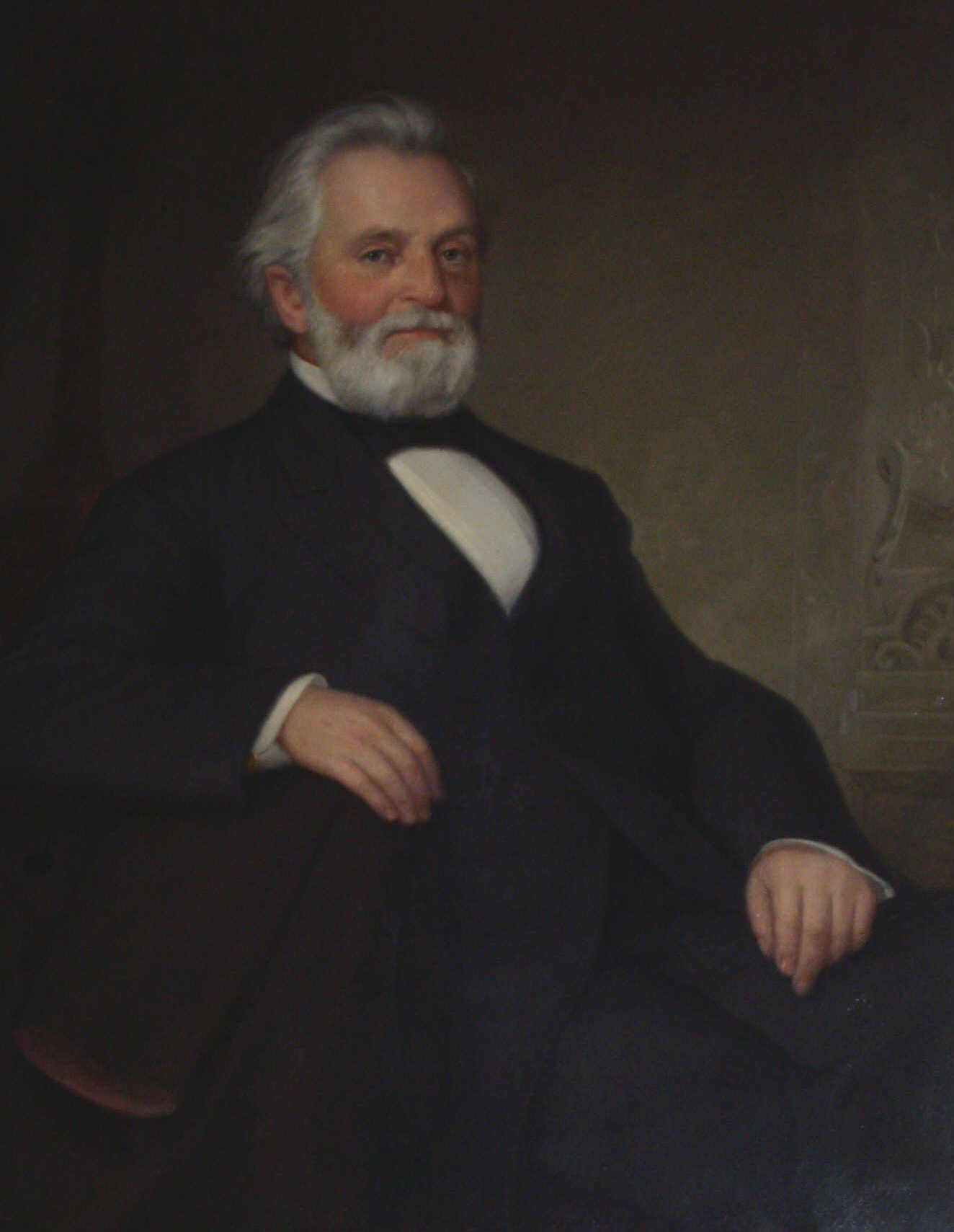
Frederick Smyth

Frederick Smyth (* 9. März 1819 in Candia, Rockingham County, New Hampshire; † 22. April 1899 in Manchester, New Hampshire) war ein US-amerikanischer Politiker und von 1865 bis 1867  Gouverneur des Bundesstaates New Hampshire.

## Frühe Jahre
Frederick Smyth besuchte die Grundschule in seiner Heimat und ging für ein Jahr auf die Phillips Academy in Massachusetts. Aus finanziellen Gründen konnte er sich eine längere Schulzeit an dieser Anstalt nicht leisten. Danach wurde er ein erfolgreicher Geschäftsmann in Manchester. Dort arbeitete er zunächst als Angestellter in einem Gemischtwarenladen. Nach drei Jahren wurde er Miteigentümer dieses Geschäfts. Smyth stieg auch in das Bankgeschäft ein, wurde Präsident der First National Bank of Manchester und war im Vorstand der Merrimack River Savings Bank. Zusätzlich wurde er auch noch Präsident der Concord-Railroad-Eisenbahngesellschaft und war Schatzmeister der landwirtschaftlichen Vereinigung von New Hampshire.

## Politischer Aufstieg
Ab 1849 war Smyth in der Stadt Manchester politisch aktiv. Zwischen 1852 und 1854 war er Bürgermeister dieser Stadt, ein Amt, das er im Jahr 1864 noch einmal ausüben sollte. Damals entstanden in der Stadt die ersten Gehwege und Straßenbeleuchtungen sowie eine moderne Wasserversorgung. Zwischen 1857 und 1858 war er als Mitglied der Republikanischen Partei Abgeordneter im Repräsentantenhaus von New Hampshire. Im Jahr 1860 war Smyth Vorsitzender des regionalen Parteitags der Republikaner in New Hampshire. 1862 war er einer der US-Vertreter auf der Weltausstellung in London. Im Jahr 1865 wurde er zum Gouverneur seines Staates gewählt.

## Gouverneur von New Hampshire
Frederick Smyth trat sein neues Amt am 8. Juni 1865 an. Nach einer Wiederwahl im Jahr 1866 konnte er bis zum 6. Juni 1867 im Amt bleiben. In dieser Zeit musste er sich mit den Folgen des im April 1865 zu Ende gegangenen Bürgerkrieges befassen. Dazu gehörte die Ausmusterung der heimkehrenden Soldaten aus den Streitkräften und deren Wiedereingliederung in die Gesellschaft. Die Verwundeten und Invaliden mussten genauso versorgt werden wie die Angehörigen der im Krieg gefallenen Soldaten. Ein anderes Problem stellte die durch den Krieg entstandene hohe Staatsverschuldung dar, an deren Abbau der Gouverneur arbeitete. Die Gesetze des Staates wurden modernisiert und der 13. Verfassungszusatz wurde ratifiziert. Außerdem wurde die Miliz neu strukturiert.

## Weiterer Lebensweg
Nach dem Ende seiner Amtszeit wurde Smyth Kurator eines Heimes für Kriegsinvaliden. Dieses Amt behielt er bis 1878. Im Jahr 1872 war er Delegierter auf der Republican National Convention und 1878 war er Ehrenmitglied (Honorary commissioner) der amerikanischen Delegation auf der Weltausstellung in Paris. Frederick Smyth stiftete den Smyth-Preis, der zwischen 1881 und 1904 an Studenten der Landwirtschaft vergeben wurde. Den Smyth Tower in Manchester ließ er 1888 errichten. Darüber hinaus blieb Smyth weiterhin geschäftlich aktiv. Er starb im Jahr 1899. Gouverneur Smith war zweimal verheiratet.